# Odontojoppa metallica
Odontojoppa metallica är en stekelart som beskrevs av Cameron 1903. Odontojoppa metallica ingår i släktet Odontojoppa och familjen brokparasitsteklar. Inga underarter finns listade i Catalogue of Life.